# Сахама (национален парк)
„Сахама“ (на испански: Parque Nacional Sajama) е национален парк в Западна Боливия, департамент Оруро.

## География
Националният парк се намира в северозападна част на департамент Оруро, граничи с парка Лаука в Чили. Площта му е 1002 km². Името на парка идва от прилежащия към него вулкан Сахама; в основата му има термални извори и гейзери. Релефът на парка е типичен за този район на Андите. Надморската височина варира от 4200 до 6542 m.

## Фауна
В парка има много видове животни, сред които са: кугуар, викуня, дарвиново нанду, перуански елен, андско фламинго, андска котка, кулпео, южноамерикански кондор, южноамерикански скункс, малък гризон.

## Флора
На територията на националния парк се срещат: Polylepis tarapacana, Polylepis rugulosa, Azorella compacta, Parastrephia quadrangularis, Stipa ichu, Festuca orthophylla, Conyza deserticola, Pycnophyllum molle, Baccharis incarum, Parastrephia lucida, Baccharis tora, Parastrephia quadrangularis, Fabiana densa, Geranium species, Arenaria boliviana, Calamagrostis chrysantha, Oxychloe andina, Calamagrostis rigescens, Distichia muscoides, Calamagrostis ovata.

## Исторически обекти
Открити са загадъчни рисунки на площ от над 400 km², с дължина около 16 000 km. Формата им наподобява знаците в Наска.